# Кузьменко, Сергей Леонидович
Сергей Леонидович Кузьменко (укр. Сергій Леонідович Кузьменко; род. 5 сентября 1948, г. Переяслав-Хмельницкий, Киевская область) — украинский политик, бывший народный депутат Украины.

## Образование
Окончил Запорожский индустриальный техникум; Харьковский инженерно-экономический институт, инженер-организатор производства.

## Карьера
После окончания школы (г. Запорожье) в 1966 работал слесарем завода «Радиоприбор». 1967—1968 — служба в армии. Затем работал слесарем-электриком на судостроительном заводе. С 1972 года — грузчик на эстакаде, с 1973 года — наладчик, мастер, старший мастер, начальник смены, заместитель начальника цеха шасси, главный специалист завода «Коммунар». С 1992 года — главный специалист Ассоциации «Таврия».
С 1994 по 1998 год — народный депутат Украины II созыва от Коммунарского избирательного округа № 179 (Запорожская область), выдвинут трудовым коллективом. Член Комитета по вопросам обороны и государственной безопасности. Член депутатской фракции коммунистов. На время выборов: главный специалист ассоциации «Таврия».
С 2006 по 2007 год — народный депутат Украины V созыва от Социалистической партии Украины, № 31 в списке. На время выборов: главный специалист ЗАО «АвтоЗАЗ», член СПУ. Председатель подкомитета по вопросам организации местного самоуправления Комитета по вопросам государственного строительства, региональной политики и местного самоуправления.
На внеочередных выборах в Верховную Раду в 2007 году — кандидат в народные депутаты Украины от СПУ, № 39 в списке.
Был первым секретарём Запорожского обкома СПУ.

## Семья
Отец Леонид Андреевич (1920—1960) — архитектор, Херсон; мать Виктория Антоновна (1924) — пенсионерка; жена Зоя Ивановна (1951) — преподаватель Запорожского педагогического училища № 2; сын Леонид — слесарь.